# Мандалорец (персонаж)
Мандалорец (англ. Mandalorian) или просто Мандо (англ. Mando) — персонаж медиафраншизы «Звёздные войны», являющийся главным героем сериала «Мандалорец» 2019 года, а также второстепенным героем сериала «Книга Бобы Фетта» 2021 года. Осиротев в детстве, Дин Джарин (англ. Din Djarin) был воспитан Мандалорцами, которые обучили его как искусного воина. Впоследствии он стал охотником за головами и использовал название своего народа в качестве прозвища. Персонаж редко появляется без своей брони и шлема, который ему запрещено снимать на публике.
Шоуранер сериала Джон Фавро создал персонажа на основе героя Клинта Иствуда из «Долларовой трилогии» в жанре спагетти-вестерн от режиссёра Серджо Леоне. Самурайские фильмы Акиры Куросавы (в свою очередь вдохновившие Леоне на его творчество) выступили ещё одним источником вдохновения. Также на образ персонажа повлиял другой главный герой «Звёздных войн», Хан Соло. Мандалорца озвучил и, как правило, играл Педро Паскаль. Фавро обратился к нему с предложением исполнить роль, после чего друг и коллега Паскаля Оскар Айзек, сыгравший По Дэмерона, убедил его согласиться.
Каскадёры Брендан Уэйн и Латиф Кроудер являются дублёрами Паскаля, время от времени единолично играя персонажа, которого затем озвучивает Паскаль. Костюм Мандалорца был разработан Legacy Effects. Костюм представлял собой проблему для актёров, изображающих Мандалорца, поскольку его ношение является сюжетно обоснованным и является неотъемлемой частью образа героя, что во многом затрудняет некоторые движения при игре.
Первоначально нанятый для поимки Грогу, светло-зелёного, чувствительного к Силе младенца того же вида, что и Йода, Мандалорец, в конечном итоге, решает защитить его от остатков павшей Галактической Империи и фактически становится его отцом. Динамика между Мандалорцем и Грогу раскрывает тему воспитания и отцовства, являющуюся основной на протяжении всего сериала. Персонаж и игра Паскаля получили преимущественно положительные отзывы, однако некоторая критика была направлена на постоянное сокрытие лица актёра шлемом.

## Образ
Мандалорец представлен как сильный, находчивый и квалифицированный воин.

## Создание и концепция

### Концепция
Мандалорца придумал Джон Фавро, создатель и шоураннер сериала.

### Исполнение

#### Педро Паскаль
По большей части роли Мандалорца исполнял актёр Педро Паскаль.

#### Другие актёры
Помимо Паскаля, актёр Брендан Уэйн и каскадёр Латиф Кроудер выполняли роль дублёров Мандалорца и играли самого персонажа, когда Паскаль не мог приступить к работе.

### Костюм
Дизайн костюма Мандалорца был разработан концепт-художником Брайаном Матиасом и художником по костюмам Джозефом Порро.

## Культурное влияние

### Критика
Педро Паскаль получил всеобщее признание за роль Мандалорца.

### Товары
Было выпущено несколько фигурок и других игрушек с образом Мандалорца. 31 декабря 2019 года Funko Pop анонсировало фигурку главного героя.